# حريق سنترال رمسيس
حريق سنترال رمسيس هو حادث حريق اندلع في مبنى سنترال رمسيس، وهو مركز اتصالات رئيسي يقع في وسط القاهرة بتاريخ 7 يوليو 2025. تسبب الحريق في خسائر بشرية ومادية كبيرة، وأدى إلى تعطيل خدمات الاتصالات في عدة مناطق، مما جعله حدثًا بارزًا أثر على البنية التحتية والمجتمع المحلي.

## الحادث
اندلع حريق في المكاتب الإدارية ضمن الطابق السابع من مبنى سنترال رمسيس المكون من عشرة طوابق، يوم الاثنين في 7 يوليو 2025 قرابة السَّاعة 17:25 بتوقيت مصر الصيفي، لتتلقى غرفة عمليات النجدة بلاغًا من الأهالي بنشوب حريق، ويتوجه إليه فريق الحماية المدنية والإطفاء على إثر ذلك.
استمر الحريق قرابة 13 ساعة ليطفأ بعد الاستعانة بسيارات ماء من شركة الشرب وفصل الكهرباء والغاز عن مبنى السنترال.
وقد وصل وأعلن الجهاز القومي لتنظيم الاتصالات عن بدء جهود استعادة الخدمات المتضررة تدريجيًّا خلال الساعات التالية للحادث.

## الخسائر
أسفر الحريق، حسب وزارة الصحة والسكان المصرية، عن وفاة أربعة أشخاص من العاملين في مبنى سنترال رمسيس وإصابة 27 شخصًا، وقد نُقل المصابون للمشافي القريبة لتلقي العلاج اللازم. ومن الناحية المادية، سبب الحريق أضرارًا جسيمة ببعض الكابلات الرئيسية والخوادم الحيوية داخل المبنى، مما أدى إلى انقطاع خدمات الاتصالات والإنترنت في أجزاء من القاهرة والجيزة. كما أدَّى إلى انقطاع خدمة الإنترنت آنذاك بنسبة 62% وفقًا لموقع نت بلوكس.

### خدمات المصارف والبورصة
أعلن البنك المركزي المصري رفع الحد الأقصى للسحب النقدي إلى 500 ألف جنيه مصري نتيجة لهذا الحريق،  كما علقت البورصة المصرية تداولاتها كليًّا يوم الثلاثاء نتيجة "الاضطراب الواسع الذي أثر على كفاءة نظام التداول".

## الأسباب
أشارت التقارير الأولية إلى أن الحريق قد يكون ناتجًا عن ماس كهربائي، خاصة مع ارتفاع درجات الحرارة في تلك الفترة من العام. ومع ذلك، لم يُؤكَّد السبب الدقيق رسميًّا، وما زالت التحقيقات جارية لتحديد العوامل المسببة للحادث بدقة.

## ردود الفعل
اجتمع مجلس النواب المصري في جلسة عاجلة نتيجة للحادثة لدراسة الأمر ومتابعته، وقد هاجم بعض النواب الحكومة خلال هذا الاجتماع وجرى توضيح للتفاصيل حول بناء السنترال من المستشار محمود فوزي وزير الشئون النيابية والقانونية والتواصل السياسي، بإسعاف المصابين والتعازي الحارة للضحايا.
نعى نظير عياد مفتي جمهورية مصر العربية ورئيس الأمانة العامة لدور وهيئات الإفتاء في العالم، ضحايا حريق سنترال رمسيس، «سائلًا الله تعالى أن يتغمَّدهم  بواسع رحمته، ويسكنهم فسيح جناته، وأن يمنّ على المصابين بالشفاء العاجل "إنا لله وإنا إليه راجعون"»